# MAGICAL DASH!
MAGICAL DASH!（マジカル・ダッシュ）は、TOKYO FMで月曜日から木曜日の平日夕方から夜にかけて放送されていた生放送のラジオ番組である。

## 概要
- 2006年4月3日に番組開始。2007年3月29日で番組終了。
- 渋谷スペイン坂スタジオからの生放送で、番組開始から半年間は山蔭ヒーロをメインDJに、TOKYO FMの女性アナウンサーがアシスタントを務めるツインDJの体制を取っていた。

## 放送時間

### 2006年4月～9月
- 月～水曜　18:30～20:55
- 木曜　18:30～19:55

### 2006年10月以降
- 月～水曜日　19:00～20:55
- 木曜　19:00～19:55

※「Hummingbird」開始により、放送時間短縮。

## DJ
- 山蔭ヒーロ
- 手島里華（2006.04 - 2006.06　月・木曜）
- 古賀涼子（2006.07 - 2006.09　月・木曜）
- 藤丸由華（2006.04 - 2006.09　火・水曜）

## 主なコーナー
- MAGICAL JUDGE（月～木曜）
毎回アンケートテーマを設定し、番組ホームページでリスナーからの投票を受け付けている。また抽選で番組ノベルティの缶バッジ「マジ缶」をプレゼントしている。
- PARCO CHECK THE MAGIC（月～木曜）
日替わりゲストコーナー。
- MAGICAL CHOICE（月～水曜）
主にゲストコーナーや、日替わりのテーマで山蔭が3曲をセレクトする「ヤマカゲ発信」が放送されていた。
- MAGICAL SCOPE（月～水曜）
毎回1つの楽曲にスポットを当て、その楽曲にまつわる隠されたストーリーを紹介する。
- toto～calcio da J LEAGUE（2006.04 - 2006.11　木曜）
スポーツキャスターの水内猛が出演し、週末に開催されるJリーグのtoto対象13試合の試合展開を予想する、日本スポーツ振興センター提供のコーナー。Jリーグのホームタウンの所在地域にもネットされ、JFN16局で放送されていた（尚、放送時間は放送局ごとに異なる）。
- TOKYO UPDATE